# Sibon nigralbus
Espèce
Statut de conservation UICN

 DD  : Données insuffisantes
Sibon nigralbus est une espèce de serpents de la famille des Dipsadidae, endémique du plateau des Guyanes et appartenant au groupe sud-américain des serpents mangeurs d’escargots du genre Sibon. Pendant longtemps, ce serpent a été confondu avec l'espèce Sibon nebulatus dont elle est pourtant bien distincte.

## Description
Sibon nigralbus est un serpent élancé, arboricole, mesurant jusqu’à 493 mm de longueur corporelle (SVL). Il présente un motif alterné de bandes noires et blanches à gris pâle sur fond gris, à la fois sur le dos et le ventre. La tête est noire avec des taches blanches sur les côtés et le museau. Le nombre élevé de bandes ventrales (53–64) et dorsales (47–67), ainsi que la grande taille relative des yeux, distinguent cette espèce de ses congénères. Les écailles dorsales sont lisses, disposées en quinze rangées, avec une rangée vertébrale élargie.
Il s'agit d'un serpent arboricole qui consomme principalement des escargots et des limaces.

## Répartition et habitat
L'espèce est connue uniquement de l'Est du plateau des Guyanes (Guyane, Suriname et Amapá), où elle est présente dans les forêts secondaires et primaires, généralement en dehors de la bande côtière.

## Systématique
Le nom valide complet (avec auteur) de ce taxon est Sibon nigralbus Fouquet (d), Arteaga, de Sousa et Ávila (d).

### Étymologie
Le nom spécifique nigralbus est formé des mots latins niger (noir) et albus (blanc), en référence à la coloration contrastée en noir et blanc de l’animal.

### Publication originale
- (en) Antoine Fouquet, Alejandro Arteaga, Átilas R. de Sousa et Robson W. Ávila, « A new species of Sibon (Serpentes, Dipsadini) from French Guiana and amended diagnosis of Sibon nebulatus », Zootaxa, Auckland, vol. 5646, no 1,‎ 6 juin 2025, p. 93–114 (ISSN 1175-5326, e-ISSN 1175-5334, DOI 10.11646/zootaxa.5646.1.5).